# Wollmesheim
Wollmesheim is een plaats in de Duitse gemeente Landau in der Pfalz, deelstaat Rijnland-Palts, en telt 850 inwoners (2004).